# Justicia spicigera
Justicia spicigera là một loài thực vật có hoa trong họ Ô rô. Loài này được Schltdl. mô tả khoa học đầu tiên năm 1832.

## Hình ảnh

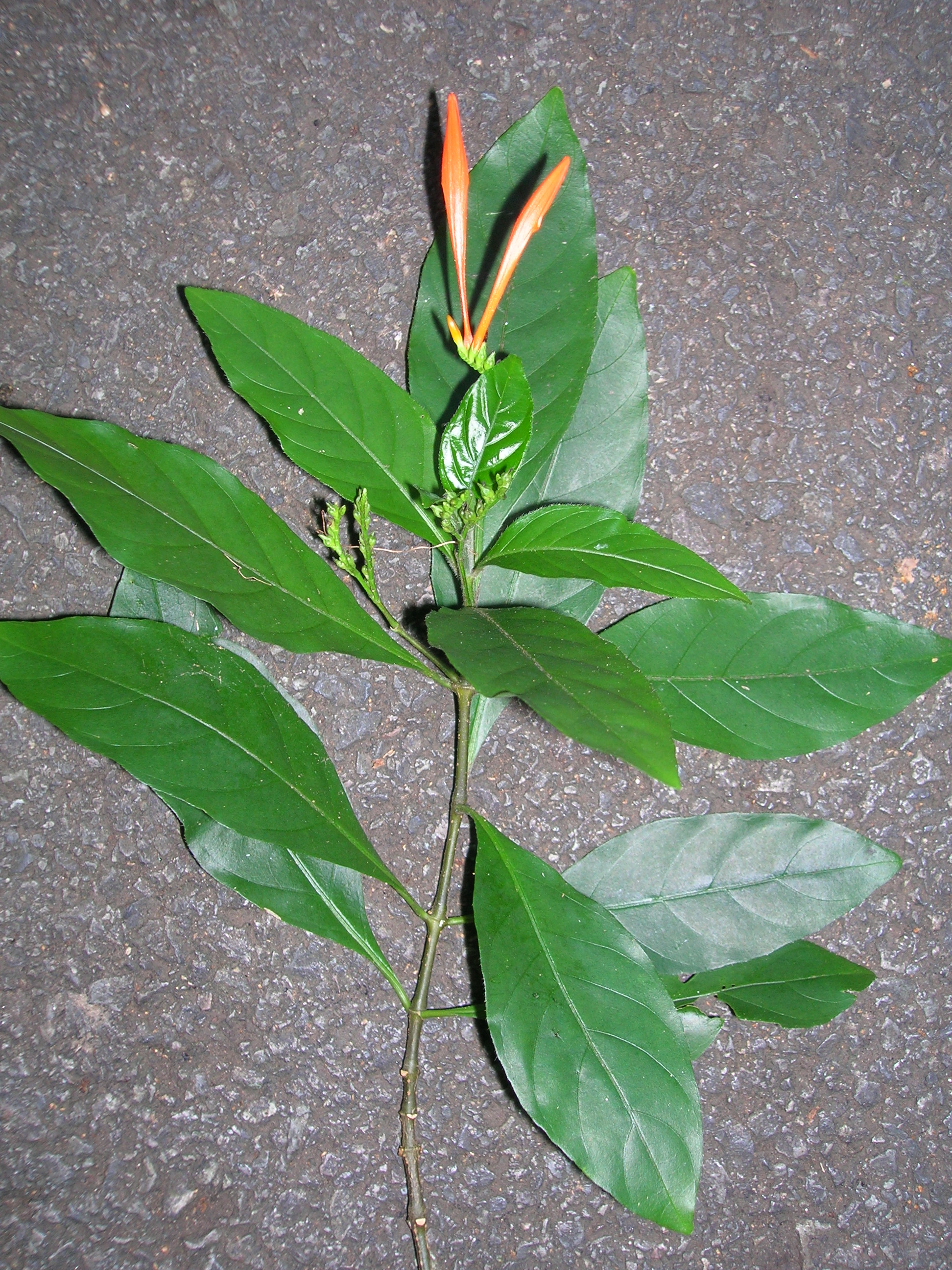
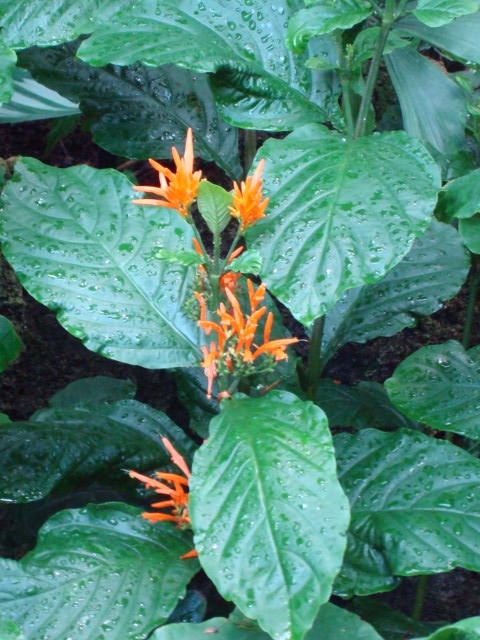
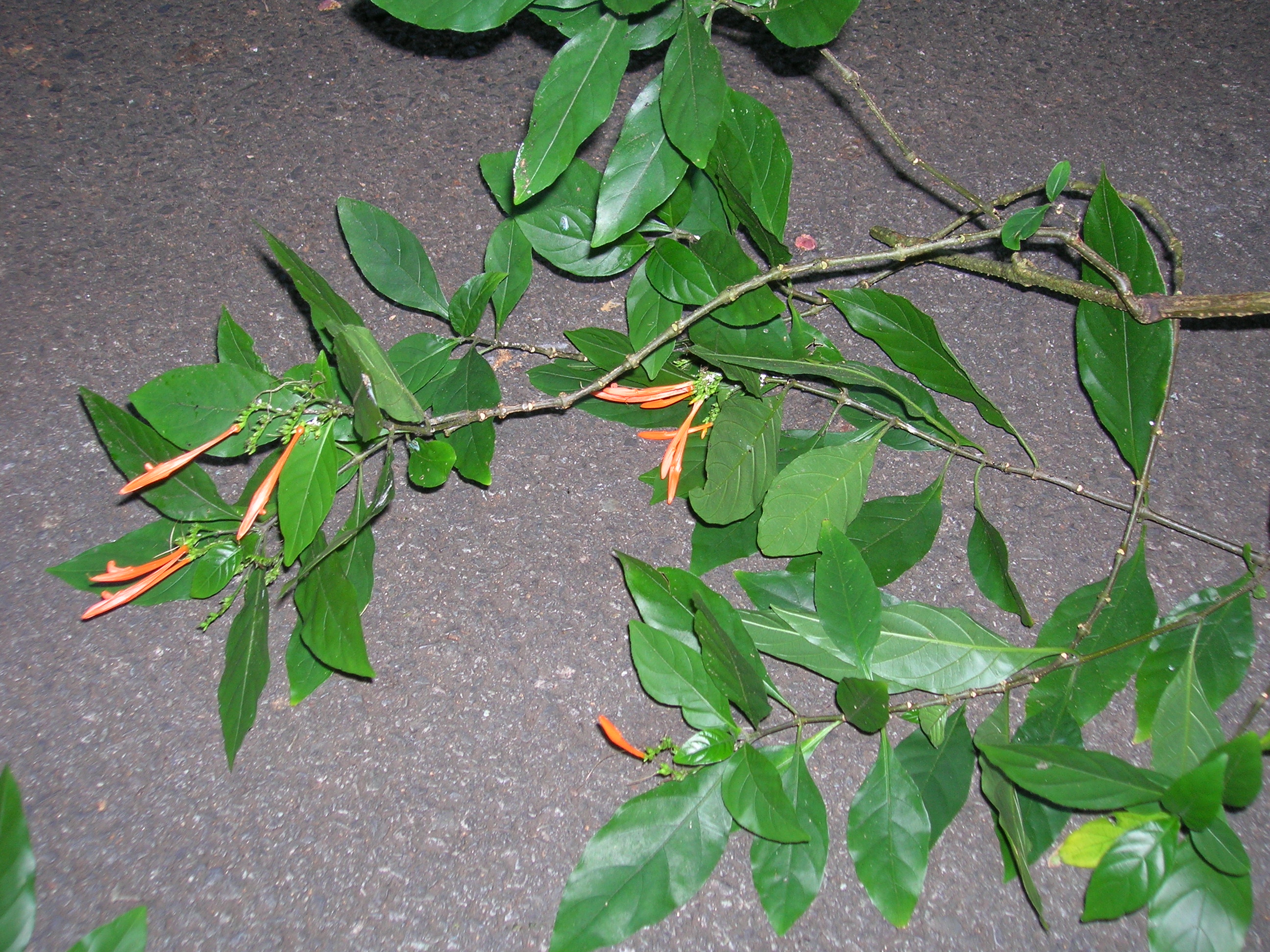
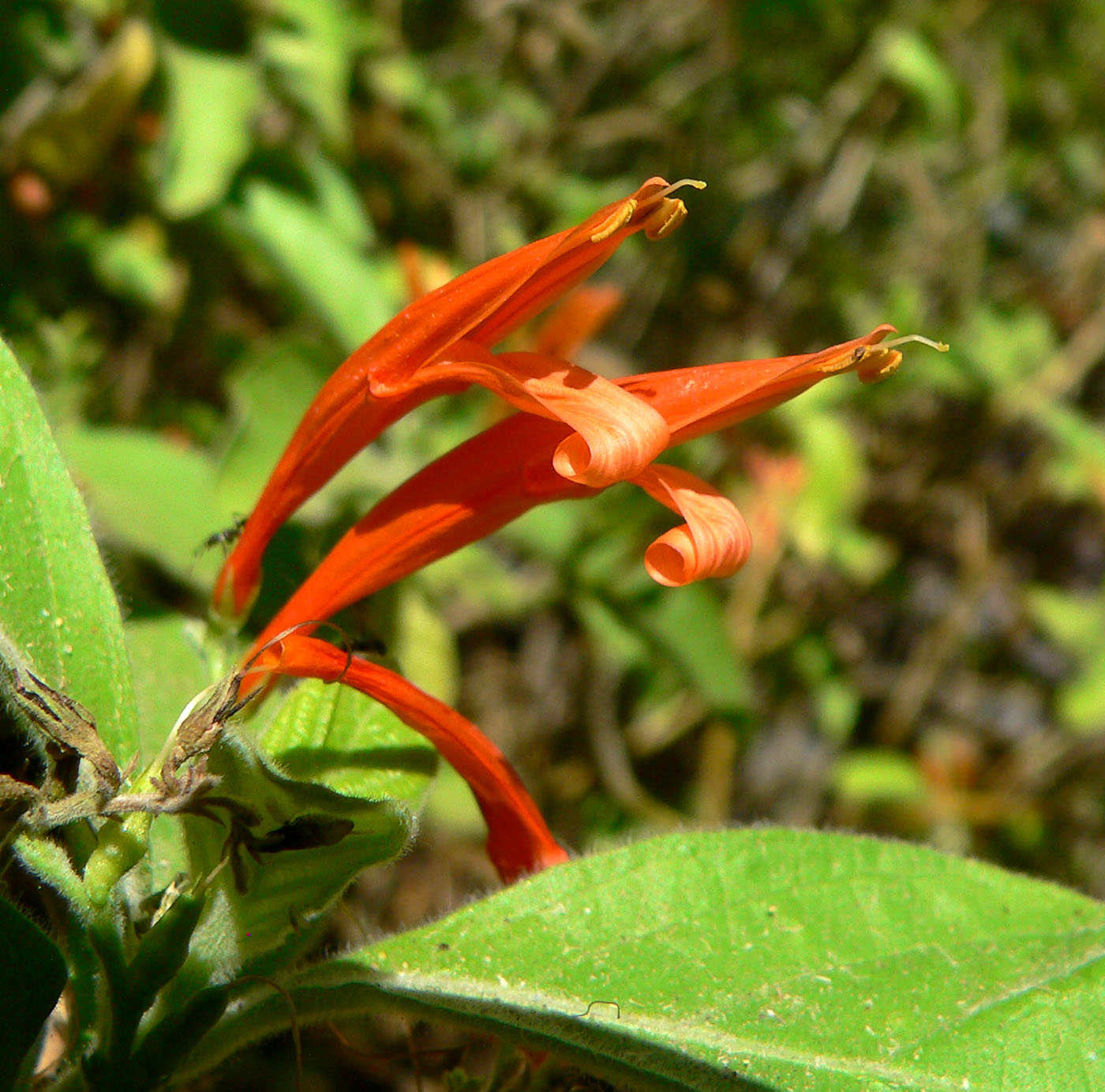